# Henry Norman Mee
Henry Norman Mee (Quorn, 1893. február 27. – Mansfield, 1964. április 19.) angol nemzetközi labdarúgó-játékvezető.

## Pályafutása

### Nemzeti játékvezetés
Az I. Liga játékvezetőjeként vonult vissza.

### Nemzetközi játékvezetés
Az Angol labdarúgó-szövetség Játékvezető Bizottsága (JB) terjesztette fel nemzetközi játékvezetőnek, a Nemzetközi Labdarúgó-szövetség (FIFA) 1934-től tartotta nyilván bírói keretében. A FIFA JB központi nyelvei közül a angolt beszélte. Több nemzetek közötti válogatott és klubmérkőzést vezetett, vagy működő társának partbíróként segített. Az aktív nemzetközi játékvezetéstől 1938-ban búcsúzott. Válogatott mérkőzéseinek száma: 2.

#### Brit Bajnokság
1882-ben az Egyesült Királyság brit tagállamainak négy szövetség úgy döntött, hogy létrehoznak egy évente megrendezésre kerülő bajnokságot egymás között. Az utolsó bajnoki idényt 1983-ban tartották.
| Időpont           | Helyszín                      | Mérkőzés típusa | Mérkőzés              | Eredmény | Nézők száma |
| ----------------- | ----------------------------- | --------------- | --------------------- | -------- | ----------- |
| 1934. október 20. | Windsor Park Stadion, Belfast | csoportmérkőzés | Észak-Írország–Skócia | 2 – 1    | 39 752      |

#### Nemzetközi kupamérkőzések
Vezetett kupadöntők száma: 1.

##### Közép-európai kupa
Hugo Meisl osztrák sportminiszter javaslatára a Közép-európaiországok: (Ausztria, Magyarország, Olaszország, Románia, Svájc, Csehszlovákia, Jugoszlávia) összefogásával, legjobb csapataik részére indították útjára a Mitropa Kupa (1927-1992) labdarúgó tornát.
| Időpont             | Helyszín                        | Mérkőzés típusa     | Mérkőzés                             | Eredmény | Nézők száma |
| ------------------- | ------------------------------- | ------------------- | ------------------------------------ | -------- | ----------- |
| 1938. szeptember 4. | Evžena Rošického Stadion, Prága | döntő első mérkőzés | SK Slavia Praha–Ferencváros Budapest | 2 – 2    | 45 000      |